# Quemis Miliana (distrito)
Quemis Miliana (em árabe: خميس مليانة; romaniz.: Khemis Miliana) é um distrito localizado na província de Aïn Defla, no norte da Argélia.[carece de fontes?] Sua capital é Khemis Miliana.

## Municípios
O distrito está dividido em dois municípios:
- Khemis Miliana
- Sidi Lakhdar